# Stipanska
Stipanska je nenaseljeni otok u Jadranskom moru, oko 2 km zapadno od Maslinice kojoj upravno pripada, na otoku Šolti. Spada u skupinu sedam otočića otočja Maslinice iliti Maslinički škoji.
Površina otočića je 0,619 km². Dužina obalnog pojasa je 3,38 km. Najviši vrh je visok 68 mnm.
Otok je ime Stipanska dobio po samostanu sv. Stjepana. Šoltani su na Stipanskoj imali svoja polja. Nekada su se tu sadile žitarice jer se na otoku nije naplaćivao porez.
Na zapadnoj strani otoka je svjetionik i starokršćanska bazilika iz V-VI st. s Benediktinskim samostanom od koga su do danas ostali znatni ostaci.

## Spomenici i znamenitosti
- u predjelu Mostir nalaze se ostaci starokršćanske bazilike uzdužnog tlocrta s polukružnom apsidom iz V./VI. st., starokršćanski spomenik.
- u predjelu Mostir nalaze se znatni ostaci benediktinskog samostana sv. Stjepana koji je bio pod patronatom benediktinskog samostana Sancti Stephani de Pinis iz Splita, srednjovjekovni spomenik.
- u predjelu Donji bok nalaze se ostaci kasnoantičkog groblja, sarkofazi i tombe a pozzo (grobnice u kamenu) starokršćanski spomenik.
- Kulturni krajolik otočića Stipanske je zaštićeno kulturno dobro RH.[2]